# Кулуары
Кулуа́ры (от фр. couloir — коридор) — подсобные помещения, коридоры и боковые залы в здании парламента, учреждений, театров, концертных залов. Используются для отдыха участников заседаний и посетителей в перерывах, антрактах. Также в этих помещениях проходят неофициальные встречи и обмен мнениями, работают журналисты.
Выражения «в кулуарах», «кулуарная сделка», «решено кулуарно» применяются также для характеристики закулисных сделок, совершаемых в законодательных учреждениях представителями правящих кругов, близкими к депутатам или правительственным сановникам.
«Кулуарная обстановка» — неофициальная, без протокола.